# Sillans-la-Cascade
Sillans-la-Cascade is een gemeente in het Franse departement Var (regio Provence-Alpes-Côte d'Azur) en telt 414 inwoners (1999). De plaats maakt deel uit van het arrondissement Brignoles.

## Geografie
De oppervlakte van Sillans-la-Cascade bedraagt 19,9 km², de bevolkingsdichtheid is 20,8 inwoners per km².
De onderstaande kaart toont de ligging van Sillans-la-Cascade met de belangrijkste infrastructuur en aangrenzende gemeenten.

## Demografie
Onderstaande figuur toont het verloop van het inwonertal (bron: INSEE-tellingen).